# Leucania decisissima
Leucania decisissima är en fjärilsart som beskrevs av Walker 1865. Leucania decisissima ingår i släktet Leucania och familjen nattflyn. Inga underarter finns listade i Catalogue of Life.